# Liste der Mitglieder des US-Repräsentantenhauses aus Vermont

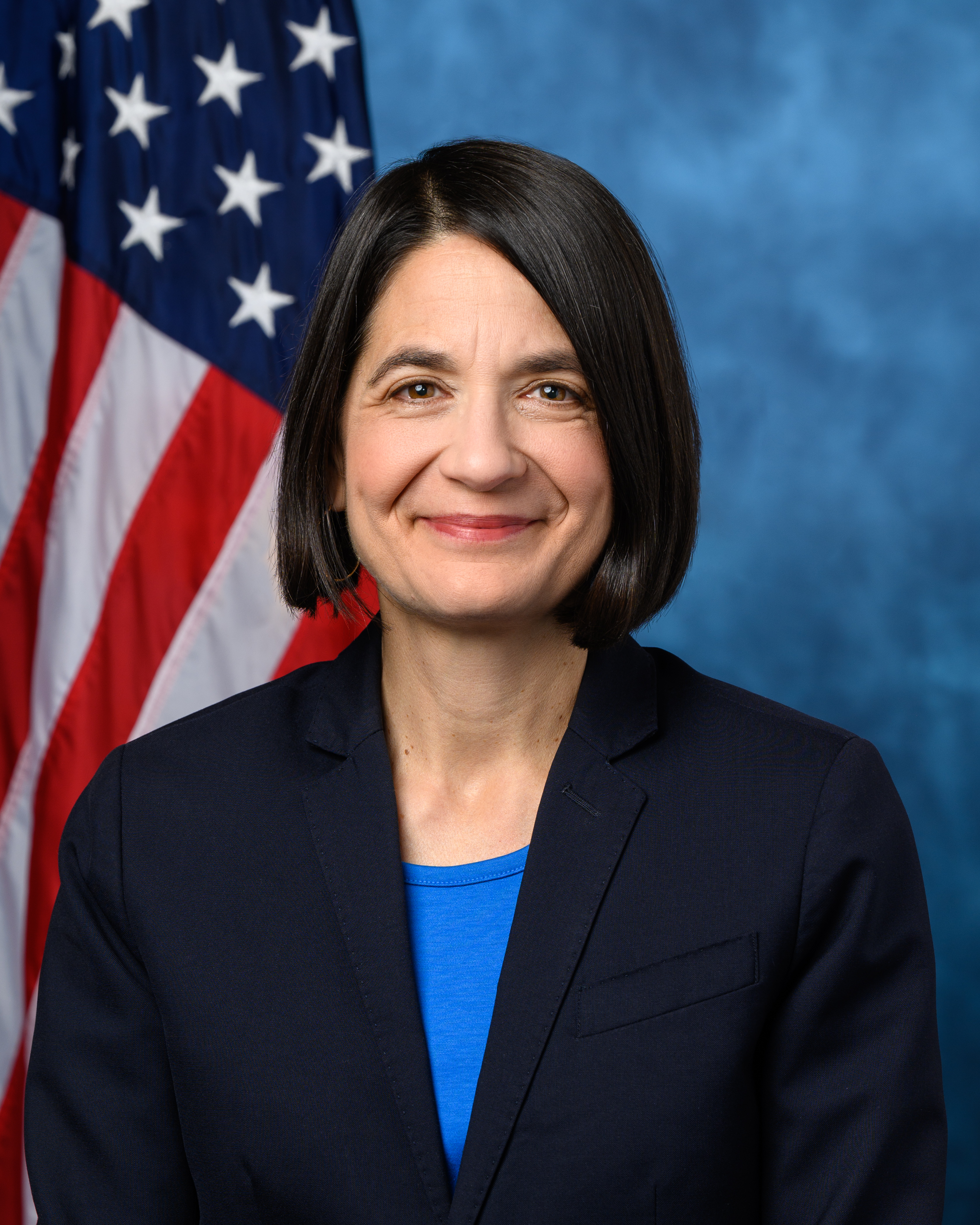
Becca Balint, die derzeitige Kongressabgeordnete aus Vermont

Diese Liste führt alle Politiker auf, die seit 1791 für den Bundesstaat Vermont dem Repräsentantenhaus der Vereinigten Staaten angehört haben. Nachdem die Zahl der Abgeordneten bis zum Jahr 1823 auf sechs gestiegen war, nahm sie in der Folgezeit, bedingt durch Anpassungen nach den jeweiligen Volkszählungen, immer weiter ab. Seit 1933 stellt Vermont nur noch ein Mitglied der Parlamentskammer. Zwischen 1813 und 1821 wurden die Mandate in staatsweiten Wahlen („at large“) vergeben; davor und bis 1933 fand jeweils eine Aufteilung in Wahlbezirke statt.

## 1. Sitz (seit 1791)
| Name                       | Amtszeit                            | Partei                    |
| -------------------------- | ----------------------------------- | ------------------------- |
| Israel Smith               | 17. Oktober 1791 – 3. März 1797     | Democratic Republican     |
| Matthew Lyon               | 4. März 1797 – 3. März 1801         | Democratic Republican     |
| Israel Smith               | 4. März 1801 – 3. März 1803         | Democratic Republican     |
| Gideon Olin                | 4. März 1803 – 3. März 1807         | Democratic Republican     |
| James Witherell            | 4. März 1807 – 1. Mai 1808          | Democratic Republican     |
| Samuel Shaw                | 6. September 1808 – 3. März 1813    | Democratic Republican     |
| William Czar Bradley       | 4. März 1813 – 3. März 1815         | Democratic Republican     |
| Daniel Chipman             | 4. März 1815 – 5. Mai 1816          | Föderalist                |
| Orsamus Cook Merrill       | 4. März 1817 – 12. Januar 1820      | Democratic Republican     |
| Rollin Carolas Mallary     | 13. Januar 1820 – 3. März 1825      | Democratic Republican     |
| William Czar Bradley       | 4. März 1825 – 3. März 1827         | National Republican Party |
| Jonathan Hunt              | 4. März 1827 – 15. Mai 1832         | National Republican Party |
| Hiland Hall                | 1. Januar 1833 – 3. März 1843       | National Republican Party |
| Solomon Foot               | 4. März 1843 – 3. März 1847         | Whig                      |
| William Henry              | 4. März 1847 – 3. März 1851         | Whig                      |
| Ahiman Louis Miner         | 4. März 1851 – 3. März 1853         | Whig                      |
| James Meacham              | 4. März 1853 – 23. August 1856      | Whig                      |
| George Tisdale Hodges      | 1. Dezember 1856 – 3. März 1857     | Republikaner              |
| Eliakim Persons Walton     | 4. März 1857 – 3. März 1863         | Republikaner              |
| Frederick Enoch Woodbridge | 4. März 1863 – 3. März 1869         | Republikaner              |
| Charles Wesley Willard     | 4. März 1869 – 3. März 1875         | Republikaner              |
| Charles Herbert Joyce      | 4. März 1875 – 3. März 1883         | Republikaner              |
| John Wolcott Stewart       | 4. März 1883 – 3. März 1891         | Republikaner              |
| Horace Henry Powers        | 4. März 1891 – 3. März 1901         | Republikaner              |
| David Johnson Foster       | 4. März 1901 – 21. März 1912        | Republikaner              |
| Frank Lester Greene        | 30. Juli 1912 – 3. März 1923        | Republikaner              |
| Frederick Gleed Fleetwood  | 4. März 1923 – 3. März 1925         | Republikaner              |
| Elbert Sidney Brigham      | 4. März 1925 – 3. März 1931         | Republikaner              |
| John Eliakim Weeks         | 4. März 1931 – 3. März 1933         | Republikaner              |
| Ernest Willard Gibson      | 4. März 1933 – 19. Oktober 1933     | Republikaner              |
| Charles Albert Plumley     | 16. Januar 1934 – 3. Januar 1951    | Republikaner              |
| Winston Lewis Prouty       | 3. Januar 1951 – 3. Januar 1959     | Republikaner              |
| William Henry Meyer        | 3. Januar 1959 – 3. Januar 1961     | Demokrat                  |
| Robert Theodore Stafford   | 3. Januar 1961 – 16. September 1971 | Republikaner              |
| Richard Walker Mallary     | 7. Januar 1972 – 3. Januar 1975     | Republikaner              |
| James Merrill Jeffords     | 3. Januar 1975 – 3. Januar 1989     | Republikaner              |
| Peter Plympton Smith       | 3. Januar 1989 – 3. Januar 1991     | Republikaner              |
| Bernard Sanders            | 3. Januar 1991 – 3. Januar 2007     | Unabhängiger              |
| Peter Francis Welch        | 3. Januar 2007 – 3. Januar 2023     | Demokrat                  |
| Becca Balint               | seit 3. Januar 2023                 | Demokratin                |

## 2. Sitz (1791–1933)
| Name                   | Amtszeit                        | Partei                    |
| ---------------------- | ------------------------------- | ------------------------- |
| Nathaniel Niles        | 17. Oktober 1791 – 3. März 1795 | parteilos                 |
| Daniel Buck            | 4. März 1795 – 3. März 1797     | Föderalist                |
| Lewis Richard Morris   | 22. Mai 1797 – 3. März 1803     | Föderalist                |
| James Elliot           | 4. März 1803 – 3. März 1809     | Föderalist                |
| Jonathan Hatch Hubbard | 4. März 1809 – 3. März 1811     | Föderalist                |
| William Strong         | 4. März 1811 – 3. März 1815     | Democratic Republican     |
| Luther Jewett          | 4. März 1815 – 3. März 1817     | Föderalist                |
| Mark Richards          | 4. März 1817 – 3. März 1821     | Democratic Republican     |
| Phineas White          | 4. März 1821 – 3. März 1823     | Democratic Republican     |
| William Czar Bradley   | 4. März 1823 – 3. März 1825     | Democratic Republican     |
| Rollin Carolas Mallary | 4. März 1825 – 15. April 1831   | National Republican Party |
| William Slade          | 1. November 1831 – 3. März 1843 | Anti-Masonic Party        |
| Jacob Collamer         | 4. März 1843 – 3. März 1849     | Whig                      |
| William Hebard         | 4. März 1849 – 3. März 1853     | Whig                      |
| Andrew Tracy           | 4. März 1853 – 3. März 1855     | Whig                      |
| Justin Smith Morrill   | 4. März 1855 – 3. März 1867     | Whig                      |
| Luke Potter Poland     | 4. März 1867 – 3. März 1875     | Republikaner              |
| Dudley Chase Denison   | 4. März 1875 – 3. März 1879     | Republikaner              |
| James Manning Tyler    | 4. März 1879 – 3. März 1883     | Republikaner              |
| Luke Potter Poland     | 4. März 1883 – 3. März 1885     | Republikaner              |
| William Wallace Grout  | 4. März 1885 – 3. März 1901     | Republikaner              |
| Kittredge Haskins      | 4. März 1901 – 3. März 1909     | Republikaner              |
| Frank Plumley          | 4. März 1909 – 3. März 1915     | Republikaner              |
| Porter Hinman Dale     | 4. März 1915 – 11. August 1923  | Republikaner              |
| Ernest Willard Gibson  | 6. November 1923 – 3. März 1933 | Republikaner              |

## 3. Sitz (1803–1883)
| Name                     | Amtszeit                         | Partei                    |
| ------------------------ | -------------------------------- | ------------------------- |
| William Chamberlain      | 4. März 1803 – 3. März 1805      | Föderalist                |
| James Fisk               | 4. März 1805 – 3. März 1809      | Democratic Republican     |
| William Chamberlain      | 4. März 1809 – 3. März 1811      | Föderalist                |
| James Fisk               | 4. März 1811 – 3. März 1819      | Democratic Republican     |
| Chauncey Langdon         | 4. März 1815 – 3. März 1817      | Föderalist                |
| Charles Rich             | 4. März 1817 – 15. Oktober 1824  | Democratic Republican     |
| Henry Olin               | 13. Dezember 1824 – 3. März 1825 | Democratic Republican     |
| George Edward Wales      | 4. März 1825 – 3. März 1829      | parteilos                 |
| Horace Everett           | 4. März 1829 – 3. März 1843      | National Republican Party |
| George Perkins Marsh     | 4. März 1843 – 1849              | Whig                      |
| James Meacham            | 3. Dezember 1849 – 3. März 1853  | Whig                      |
| Alvah Sabin              | 4. März 1853 – 3. März 1857      | Whig                      |
| Homer Elihu Royce        | 4. März 1857 – 3. März 1861      | Republikaner              |
| Portus Baxter            | 4. März 1861 – 3. März 1867      | Republikaner              |
| Worthington Curtis Smith | 4. März 1867 – 3. März 1873      | Republikaner              |
| George Whitman Hendee    | 4. März 1873 – 3. März 1879      | Republikaner              |
| Bradley Barlow           | 4. März 1879 – 3. März 1881      | Greenback Party           |
| William Wallace Grout    | 4. März 1881 – 3. März 1883      | Republikaner              |

## 4. Sitz (1803–1853)
| Name                    | Amtszeit                      | Partei                    |
| ----------------------- | ----------------------------- | ------------------------- |
| Martin Chittenden       | 4. März 1803 – 3. März 1813   | Föderalist                |
| Charles Rich            | 4. März 1813 – 3. März 1815   | Democratic Republican     |
| Asa Lyon                | 4. März 1815 – 3. März 1817   | Föderalist                |
| Heman Allen I           | 4. März 1817 – 20. April 1818 | Democratic Republican     |
| William Strong          | 4. März 1819 – 3. März 1821   | Democratic Republican     |
| Elias Keyes             | 4. März 1821 – 3. März 1823   | Democratic Republican     |
| Daniel Azro Ashley Buck | 4. März 1823 – 3. März 1825   | Democratic Republican     |
| Ezra Meech              | 4. März 1825 – 3. März 1827   | Demokrat                  |
| Benjamin Swift          | 4. März 1827 – 3. März 1831   | National Republican Party |
| Heman Allen II          | 4. März 1831 – 3. März 1839   | National Republican Party |
| John Smith              | 4. März 1839 – 3. März 1841   | Demokrat                  |
| Augustus Young          | 4. März 1841 – 3. März 1843   | Whig                      |
| Paul Dillingham         | 4. März 1843 – 3. März 1847   | Demokrat                  |
| Lucius Benedict Peck    | 4. März 1847 – 3. März 1851   | Demokrat                  |
| Thomas Bartlett         | 4. März 1851 – 3. März 1853   | Demokrat                  |

## 5. Sitz (1813–1843)
| Name                    | Amtszeit                        | Partei                    |
| ----------------------- | ------------------------------- | ------------------------- |
| Richard Skinner         | 4. März 1813 – 3. März 1815     | Democratic Republican     |
| Charles Marsh           | 4. März 1815 – 3. März 1817     | Föderalist                |
| Samuel Chandler Crafts  | 4. März 1817 – 3. März 1825     | Democratic Republican     |
| John Mattocks           | 4. März 1825 – 3. März 1827     | National Republican Party |
| Daniel Azro Ashley Buck | 4. März 1827 – 3. März 1829     | National Republican Party |
| William Cahoon          | 4. März 1829 – 3. März 1833     | Anti-Masonic Party        |
| Benjamin F. Deming      | 4. März 1833 – 11. Juli 1834    | Anti-Masonic Party        |
| Henry Fisk Janes        | 2. Dezember 1834 – 3. März 1837 | Anti-Masonic Party        |
| Isaac Fletcher          | 4. März 1837 – 3. März 1841     | Demokrat                  |
| John Mattocks           | 4. März 1841 – 3. März 1843     | Whig                      |

## 6. Sitz (1813–1823)
| Name           | Amtszeit                    | Partei                |
| -------------- | --------------------------- | --------------------- |
| Ezra Butler    | 4. März 1813 – 3. März 1815 | Democratic Republican |
| John Noyes     | 4. März 1815 – 3. März 1817 | Föderalist            |
| William Hunter | 4. März 1817 – 3. März 1819 | Democratic Republican |
| Ezra Meech     | 4. März 1819 – 3. März 1821 | Democratic Republican |
| John Mattocks  | 4. März 1821 – 3. März 1823 | Democratic Republican |